# Claqueur de Krasnodar
Le claqueur de Krasnodar (краснодарский турман), ou d'Ekaterinodar, est une race de pigeon domestique originaire du Sud de la Russie. Il appartient à la catégorie des pigeons de vol. La particularité de ce pigeon, c'est qu'il naît tout rouge et après la mue le pigeon devient progressivement blanc sauf la poitrine, le ventre et le coin qui restent rouges. 

## Histoire
Le claqueur de Krasonodar a été sélectionné depuis la fin du XVIIIe siècle dans la région de Krasnodar (ou Ekaterinodar, telle que la ville se nommait avant 1920), dans le Kouban. Il est devenu populaire dans d'autres régions du pays, par son très haut vol et son élevage facile, car il s'agit d'un oiseau docile et prolifique.

## Description
Il s'agit d'un pigeon de vol de taille moyenne aux pattes emplumées. Il présente une tête ovale avec le sommet du crâne lisse et légèrement aplati (il existe aussi une variété présentant une petite coquille de plumes), sur un cou moyen et fort à la base. Son bec est clair et de longueur moyenne. Sa poitrine un peu relevée est large et arrondie, son dos long est incliné vers l'arrière. Ses ailes n'atteignent pas le bout de la queue. Son plumage est bien lisse et existe en blanc à ventre rouge (il semble que le « ventre jaune » soit en train d'être sélectionné), couleur qui apparaît à la deuxième mue.